# Batković
Batković je naselje v občini Bijeljina, Bosna in Hercegovina. 

## Deli naselja
Batković, Gajići, Greda Mahala, Karavlasi, Klis, Lipovica, Mala Obarska in Marići.

## Prebivalstvo
| Pregled števila prebivalcev po letih | Pregled števila prebivalcev po letih | Pregled števila prebivalcev po letih | Pregled števila prebivalcev po letih | Pregled števila prebivalcev po letih | Pregled števila prebivalcev po letih |
| ------------------------------------ | ------------------------------------ | ------------------------------------ | ------------------------------------ | ------------------------------------ | ------------------------------------ |
| 1948                                 | 1953                                 | 1961                                 | 1971                                 | 1981                                 | 1991                                 |
| -                                    | -                                    | -                                    | 3.841                                | 3.769                                | 3.483                                |

| Narodna sestava prebivalstva po letih                                                                                           | Narodna sestava prebivalstva po letih                                                                                              | Narodna sestava prebivalstva po letih                                                                                             |
| --- | --- | --- |
| 1971 | 1981 | 1991 |
| . skupaj: 3.841 Srbi 3.815 (99,32 %) Hrvati 7 (0,18 %) Muslimani 2 (0,05 %) Jugoslovani 0 (0,00 %) drugi in neznano 17 (0,44 %) | . skupaj: 3.769 Srbi 3.476 (92,22 %) Muslimani 8 (0,21 %) Hrvati 5 (0,13 %) Jugoslovani 136 (3,60 %) drugi in neznano 144 (3,82 %) | . skupaj: 3.483 Srbi 3.220 (92,44 %) Muslimani 7 (0,20 %) Hrvati 5 (0,14 %) Jugoslovani 67 (1,92 %) drugi in neznano 184 (5,28 %) |